# کریس آگولیاتی
کریس آگولیاتی (انگلیسی: Chris Agoliati؛ زادهٔ ۳ نوامبر ۱۹۵۱) بازیکن سابق فوتبال اهل ایالات متحده آمریکا است که حداقل دو فصل در لیگ فوتبال آمریکا و سه فصل در لیگ فوتبال آمریکای شمالی بازی کرده است.